# Yu-Gi-Oh!
Autre
Yu-Gi-Oh! (遊☆戯☆王, Yūgiō, littéralement « Le Roi des jeux ») est un shōnen manga écrit et dessiné par Kazuki Takahashi. Il est prépublié entre septembre 1996 et mars 2004 dans le magazine Weekly Shōnen Jump, et est compilé en un total de trente-huit tomes par Shūeisha. La version française est éditée en intégralité par Kana.
Le manga est adapté en deux séries d'animation, la première par Toei Animation entre avril et octobre 1998 et la seconde par Gallop entre avril 2000 et septembre 2004. Deux films d'animation sortent respectivement en 1999 et 2004. Pour célébrer les 20 ans du manga, une version remastérisée est diffusée à partir de 2015 et un film sort en avril 2016.
Yu-Gi-Oh! est finalement devenu une franchise incluant de multiples animes, mangas, jeux de cartes à collectionner et jeux vidéo. La franchise implique plus particulièrement son jeu de cartes à jouer, grâce auquel les joueurs peuvent organiser des « duels de monstres » (Magic & Wizard dans le manga en version originale japonaise et version française).

## Scénario
Le manga met en scène Yûgi Muto, un jeune lycéen timide et expert en jeux. Un jour, il reçoit de son grand-père un objet trouvé lors de fouilles archéologiques en Égypte : le puzzle du Millénium. Nul n'est auparavant parvenu à reconstituer cet objet antique, mais le jeune Yûgi réussit tout de même à l'assembler. À cet instant est libéré l'esprit d'un ancien pharaon d'Égypte, enfermé jusqu'alors dans le puzzle, qui vient habiter le corps de Yûgi. C'est un être sûr de lui et ne reculant devant rien. Cependant, peu de gens sont au courant de la vérité.
Le pharaon est spécialiste de tous les types de jeu ; il est d'ailleurs le maître du jeu des ténèbres. Pour une raison inconnue, il ne se souvient toutefois pas de son passé, ni de qui il est exactement. Après de successifs affrontements contre son grand rival Seto Kaiba au duel de monstres (Magic & Wizard dans le manga), il découvre petit à petit sa véritable identité, celle d'un pharaon qui vécut il y a 3 000 ans (5 000 ans dans l'anime), et dont l'esprit fut scellé dans le puzzle du Millénium. La clé de sa victoire contre les forces maléfiques du temps où il régnait sur l'Égypte est en fait son propre nom.

## Personnages
Le personnage principal de la série Yu-Gi-Oh! est Yûgi Muto (épelé Yugi Mouto dans l'anime français), un jeune lycéen timide et gentil au cœur pur et expert en jeux. Il possède une relique égyptienne antique nommée le puzzle du Millénium. Un autre personnage est nommé Pharaon, une personnalité beaucoup plus prononcée de Yugi émanant depuis le puzzle de Millénium. Les meilleurs amis de Yugi, Katsuya Jonouchi (Joey Wheeler dans l'anime), Anzu Mazaki (Téa Gardner) et Hiroto Honda (Tristan Taylor) sont également les principaux protagonistes, en plus de Seto Kaiba, antagoniste au début de la saga, puis allié de Yugi Muto même s'il continuera de le nier jusqu'à la fin de l'histoire. Les méchants principaux sont Maximilien Pegasus, Marek, et Bakura.

## Manga

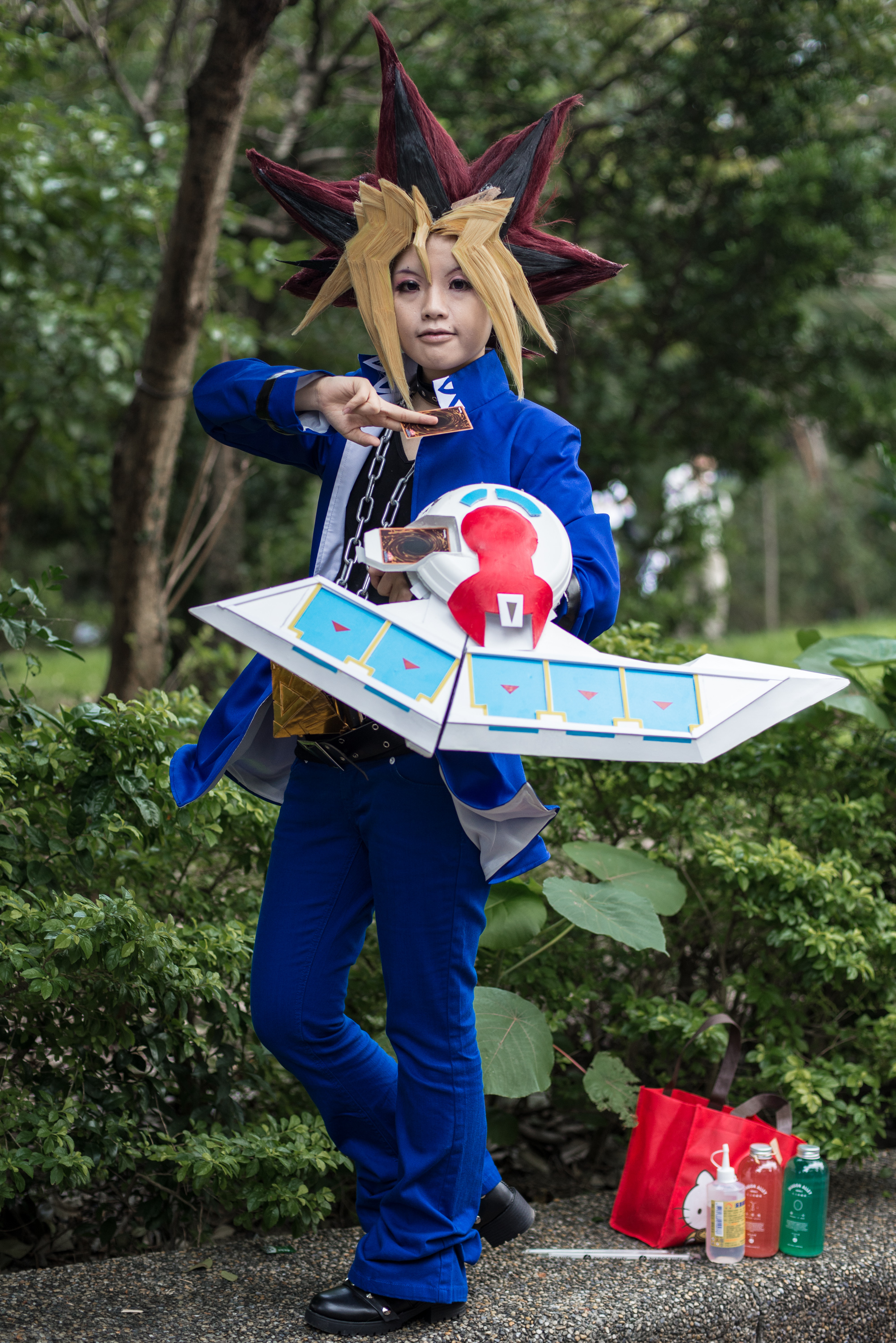
Cosplay du personnage de Yugi Muto, le héros du manga.

Créé par Kazuki Takahashi, le manga Yu-Gi-Oh! (遊☆戯☆王, Yūgiō) est prépublié du 17 septembre 1996 jusqu'au 8 mars 2004 dans le magazine Weekly Shōnen Jump de Shueisha, où il est l'un des mangas les plus réputés lors de sa parution. Le premier tankōbon est commercialisé le 4 mars 1997 et le 38e et dernier le 4 juin 2004. Une réédition au format bunko en 22 tomes est ensuite commercialisée entre avril 2007 et mars 2008,. 
Le manga se focalise principalement sur Yûgi Muto, qui utilise le célèbre jeu de cartes inventé par l'antagoniste Pegasus pour combattre les méchants. Yugi est également accompagné de ses amis Katsuya Jonouchi, Anzu Mazaki et Hiroto Honda. À partir du huitième volume, le manga se focalise principalement sur les duels de monstres. 
Les éditeurs sont Yoshihisa Heishi et Hisao Shimada. Kazuki Takahashi nomme Toshimasa Takahashi dans la colonne des remerciements. Kazuki Takahashi, créateur de la série, explique que le jeu de carte a particulièrement influencé le manga. Malgré ça, Takahashi dit alors ne pas prévoir faire une série basée sur les jeux de cartes.
La version française du manga Yu-Gi-Oh! est commercialisée par Kana depuis janvier 1999 en un total de 38 tomes. Kana édite également depuis avril 2010 une version intégrale au format double en 19 tomes. La version anglophone est distribuée aux États-Unis et au Canada par VIZ Media dans le magazine Shonen Jump. La plupart des personnages principaux gardent leurs noms originaux (Yugi, Jonouchi, Anzu, et Honda, par exemple), tandis que les noms d'autres personnages sont changés (par ex. Maximillion Pegasus) et pour les cartes dans les « duels de monstre ». Le manga est publié dans son format de lecture originel (de droite à gauche). Les traducteurs de la version anglophone sont Anita Sengupta (pour les volumes 1 à 7) et Joe Yamazaki. Certains contenus sont revus durant les dernières publications des premières versions du manga,.

## Séries d'animation

### Yu-Gi-Oh!
Un anime de 27 épisodes est produit par Toei Animation, et est basé sur les volumes 1 à 7 du manga Yu-Gi-Oh!. L'anime est diffusé pour la première fois sur TV Asahi à partir du 4 avril 1998, jusqu'au 10 octobre 1998.

### Yu-Gi-Oh!(2000)
Yu-Gi-Oh!, connu au Japon sous le titre de Yu-Gi-Oh! Duel Monsters (遊☆戯☆王 デュエルモンスターズ, Yūgiō Dyueru Monsutāzu), est la première série qui introduit Yu-Gi-Oh! en Europe et Amérique. La série est distribuée par NAS et diffusée pour la première fois sur TV Tokyo le 18 avril 2000. Elle est plus tard traduite en vingt langues différentes et diffusée dans plus de soixante pays. La série est principalement basée sur l'histoire à partir du volume 8 du manga Yu-Gi-Oh! et termine la diffusion avec son 224e épisode au Japon le 29 septembre 2004, adaptant le manga jusqu'à sa fin.
La version française de la série, distribuée par Ares Films, est diffusée sur les chaînes de télévision M6, Fox Kids et Canal J. Au Québec, seule la première saison est diffusée sur TQS à partir du 29 août 2002.
La version anglophone distribuée par 4Kids est diffusée sur plusieurs autres chaînes télévisées. Aux États-Unis, on la retrouve sur Kids' WB; au Canada sur la chaîne de télévision YTV; au Royaume-Uni sur Nickelodeon, CITV, ITV2 et ITV4 ; et en Australie sur Network Ten et Nickelodeon.
Le 24 mars 2011, TV Tokyo et Nihon Ad Systems engagent une poursuite judiciaire contre 4Kids, accusent la branche de sous-paiement concernant les franchises Yu-Gi-Oh! et rompent leur contrat avec elle. À la suite de cette poursuite en justice, les épisodes de Yu-Gi-Oh! sont supprimés de la chaîne officielle YouTube de 4Kids. Malgré tout, les épisodes de Yu-Gi-Oh! 5D's continuent à être diffusés sur Toonzai. 4Kids obtient gain de cause pour la licence de Yu-Gi-Oh! et diffuse ainsi les derniers épisodes de Yu-Gi-Oh! Zexal en 2011.

### Yu-Gi-Oh! Capsule Monsters
Yu-Gi-Oh! Capsule Monsters est un anime de douze épisodes produit par le studio Gallop et édité par 4Kids (à peu près comme le film Yu-Gi-Oh! The Movie - Pyramid of Light). L'histoire se déroule avant la fin du second anime Yu-Gi-Oh! (Yu-Gi-Oh: Duel Monsters), pendant la cinquième saison. Capsule Monsters implique Yūgi, Joey (Jōnouchi), Téa (Anzu), Tristan (Honda) et le grand-père de Yugi - Solomon (Sugoroku Muto) - envoyés dans un monde dans lequel les duels de monstres sont réels. Ils peuvent invoquer des monstres à l'aide de capsules qu'ils ont découvert. L'anime est actuellement (et en date) le seul média Yu-Gi-Oh! qui n'a jamais été diffusé au Japon.

### Films d'animation
Le premier film d'animation Yu-Gi-Oh! est produit par Toei Animation, studio à l'origine de la première série d'animation sorti en 1998. Il est sorti au Japon le 6 mars 1999. Il s'agit d'un moyen métrage d'une durée de 31 minutes.
Le deuxième film, Yu-Gi-Oh! le film : La Pyramide de Lumière (遊戯王デュエルモンスターズ 光のピラミッド, Yūgiō Dyueru Monsutāzu Hikari no Piramiddo), est sorti au Japon le 3 novembre 2004.
Un film d'animation spécial est sorti le 20 janvier 2010 pour célébrer les 10 ans de la franchise,. Il met en scène les personnages des trois séries Yu-Gi-Oh !, Yu-Gi-Oh! GX et Yu-Gi-Oh! 5D's. En France, il est diffusé pour la première fois sur Canal J le 28 avril 2011.
Un quatrième film, Yu-Gi-Oh!: The Dark Side of Dimensions, relatant une histoire originale se déroulant six mois après la fin du manga, est sorti le 23 avril 2016 au Japon et fin 2016 dans le monde.

## Séries dérivées

### Yu-Gi-Oh! R
Yu-Gi-Oh! R (遊☆戯☆王 R, Yūgiō Āru) est illustré par Akira Ito, l'un des artistes illustrateur du manga originel Yu-Gi-Oh!, et supervisé par Takahashi. Yu-Gi-Oh! R est un spin-off de la série principale Yu-Gi-Oh!, dont la plupart des anciens personnages sont aperçus dans la nouvelle édition. Il se focalise principalement sur Yugi et ses amis qui tentent de secourir Anzu Mazaki (Téa Gardner) des griffes d'un homme nommé Yako Tenma, qui tente d'utiliser son corps pour faire revivre Pegasus (qui est présumé mort dans le manga originel).
Le manga est publié dans le magazine V Jump de Shueisha entre le 21 avril 2004 et le 21 décembre 2007 et compte cinq tomes. La version française est prépubliée dans le magazine Manga Hits de novembre 2004 à novembre 2005, puis éditée en intégralité par Kana entre 2006 et 2009.

### Yu-Gi-Oh! GX
Yu-Gi-Oh! GX (遊☆戯☆王 GX, Yūgiō Jī Ekkusu) est une série d'animation de 180 épisodes diffusée au Japon entre le 6 octobre 2004 et le 26 mars 2008. Comme pour la série précédente, 4kids distribue et édite la série principalement en Europe et en Amérique.
Elle est adaptée en une série de mangas dessinée par Naoyuki Kageyama. Elle diffère de l'anime, exposant de nouveaux duellistes et monstres, et également des changements de personnalités chez certains personnages déjà présents. Le manga est publié dans le magazine V Jump de Shueisha entre le 17 décembre 2005 et le 19 mars 2011 et compte un total de neuf tomes. La version française est éditée en intégralité par Kana. Le manga est aussi commercialisé en Amérique du Nord par VIZ Media. Il est publié dans le magazine Shōnen Jump à un rythme mensuel à partir de janvier 2007. L'histoire se passe 10 ans après la série originelle Yu-Gi-Oh!.

### Yu-Gi-Oh! 5D’s
Yu-Gi-Oh! 5D's (遊☆戯☆王 5D's, Yūgiō Faibu Dīzu) est une série d'animation de 148 épisodes diffusée au Japon sur la chaîne de télévision TV Tokyo entre le 2 avril 2008 et le 30 mars 2011. Elle est diffusée aux États-Unis à partir du 13 septembre 2008.

Logo de Yu-Gi-Oh! 5D's.

Elle est adaptée en une série de mangas par Masahiro Hikokubo et Satou Masashi. Elle est publiée dans le magazine V Jump entre le 21 août 2009 et le 21 janvier 2015. La version française est éditée par Kana depuis janvier 2012. Comme pour le manga GX, le manga expose un scénario différent et de nouveaux personnages par rapport à l'anime. Dans cette série, Yusei est le personnage principal. L'histoire se passe 10 ans après la série Yu-Gi-Oh! GX et 20 après la série originelle Yu-Gi-Oh!.

### Yu-Gi-Oh! Zexal
Yu-Gi-Oh! Zexal (遊☆戯☆王 ZEXAL (ゼアル), Yūgiō Zearu) est un manga écrit par Shin Yoshida et dessiné par Naoto Miyashi publié dans le magazine mensuel V Jump de Shueisha entre le 18 décembre 2010 et le 20 juin 2015. La version française est éditée par Kana depuis juin 2013. Contrairement aux adaptations manga de GX et de 5D's, ce manga suit le même scénario que l'anime. Une série dérivée intitulée Yu-Gi-Oh! D Team Zexal est publiée dans le magazine Saikyō Jump entre avril 2012 et avril 2014.
Une adaptation en série d'animation de 73 épisodes est diffusée au Japon sur la chaîne de télévision TV Tokyo entre le 11 avril 2011 et le 24 septembre 2012. Une seconde saison intitulée Yu-Gi-Oh! Zexal II et comportant 73 épisodes est diffusée entre le 7 octobre 2012 et le 23 mars 2014. L'histoire se focalise sur les aventures d'un jeune garçon nommé Yūma Tsukumo et dont la carte fétiche est le Numéro 39 : Utopie.

### Yu-Gi-Oh! Arc-V
Yu-Gi-Oh! Arc-V (遊☆戯☆王ARC-V（アーク・ファイブ）, Yūgiō Āku Faibu) est une série d'animation diffusée entre le 6 avril 2014 et le 26 mars 2017. Un one shot manga est publié le 21 juin 2014 dans le magazine V Jump, et une série dessinée par Naohito Miyoshi est publiée depuis le 21 août 2015, dans le même magazine. 

### Yu-Gi-Oh! Vrains
Yu-Gi-Oh! Vrains (遊☆戯☆王VRAINS（ヴレインズ), Yūgiō Vreinzu) est une série d'animation diffusée entre le 10 mai 2017, et le 25 septembre 2019.

### Yu-Gi-Oh! Sevens
Yu-Gi-Oh! Sevens (遊☆戯☆王SEVENS（セブンス), Yūgiō Sebunsu) est une série d'animation de 92 épisodes, diffusée du 4 avril 2020 au 27 mars 2022.

### Yu-Gi-Oh! Go Rush!!
Yu-Gi-Oh! Go Rush!! est une série d'animation diffusée du 3 avril 2022, au 30 mars 2025.

## Produits dérivés

### Jeux de cartes
Yu-Gi-Oh! est adapté en un jeu de cartes à collectionner populaire ayant le même concept de jeu que dans le manga. Une multitude de cartes sont éditées, dont beaucoup n'existent pas dans le manga. Certaines cartes peuvent valoir plusieurs centaines d'euros, voire milliers d'euros. Chaque série dérivée apporte son lot de nouvelles cartes et règles de jeu,,. Plusieurs championnats officiels, nationaux, continentaux ou mondiaux sont organisés permettant aux joueurs de s'affronter dans des règles fixées,.

### Jeux vidéo
De nombreux jeux vidéo sont conçus sur PC, Game Boy, Game Boy Color, Game Boy Advance, Nintendo DS, Nintendo 3DS, GameCube, Wii, Nintendo Switch, PlayStation, PlayStation 2, PlayStation 3, PlayStation 4, PlayStation Portable, PlayStation Vita, Xbox, Xbox 360 et Xbox One.